# 鶴見臨港鉄道シム110形貨車
鶴見臨港鉄道シム110形貨車（つるみりんこうてつどうシム110がたかしゃ）は、1937年（昭和12年）7月に汽車製造東京支店で1両のみ製造された15トン積み低床落し込み式大物車である。当初は鶴見臨港鉄道の車籍であったが、同社が1943年（昭和18年）7月1日に戦時買収されたことにより、鉄道省（後に日本国有鉄道）に継承され、シム20形となった。
芝浦製作所（後の東芝）所有の私有貨車であった。常備駅は新芝浦駅であった。大物車は通常、大きな荷重を分散させるために多数の車軸を備えているのが一般的であるが、この車両は二軸車という珍しい構造であった。車軸間で台枠が下部へ低く折り曲げられている低床式で、なおかつ低床部分の中央に穴が開けられており、重量がかさむ貨物ではなく特に背が高い貨物をこの穴の部分に落としこんで輸送することを目的としていた。主な輸送物品は変流機などの電気製品である。全長は8,000 mm（車体長7,200mm）、軸距は4,200 mm、低床部のレール面からの高さは600 mm、低床部にある開口部は1,500 mm×1,100 mmであった。
1968年10月ダイヤ改正（ヨンサントオ）では、75 km/h走行に不適合とされて65 km/h指定となった。1977年（昭和52年）4月7日に廃車となった。